# Das Ende der Welt (Lied)
Das Ende der Welt ist ein Lied, das die deutsche Band Extrabreit 1993 auf ihrem Album Hotel Monopol veröffentlichte. Es handelt sich um eine deutschsprachige Coverversion des Liedes It’s the End of the World as We Know It (And I Feel Fine) von R.E.M.

## Hintergrund
Die Aufnahme bekannter Lieder internationaler Künstler mit deutschen Texten betrieben Extrabreit bereits bei Veröffentlichung ihres Debütalbums, auf dem sich mit Bus Baby ein deutschsprachiges Lied befand, dessen Harmonieschema aus drei Wiederholungen einer I – IV – V-Kadenz dem von Blitzkrieg Bop von den Ramones entspricht. Gleiches galt für Junge, wir können so heiß sein, das musikalisch mehr war, als nur eine Hommage an Lou Reeds Walk on the Wild Side.
Für Hotel Monopol schrieben Sänger Kai Havaii und Gitarrist Bubi Hönig zur Musik von Michael Stipe, Mike Mills, Bill Berry und Peter Buck einen deutschsprachigen Text, der sich inhaltlich mit Folgen der friedlichen Revolution in der DDR und des Beitritts der Deutschen Demokratischen Republik zur Bundesrepublik Deutschland im Jahr 1990 auseinandersetzte.
Die erste Strophe befasst sich mit der Ausgangssituation im Jahr 1989 und stellt mit einfachen Worten die mit dem Mauerfall aufgekommenen Hoffnungen und Sehnsüchte, aber auch die zu dieser Zeit bereits erkennbaren kommerziellen Interessen westdeutscher Unternehmen dar (Textbeispiel):
'89 im November

sah man strahlend weiße Südseestrände

durch die Löcher in der Mauer

die für die Ewigkeit schien

es gab Küsse und Bananen

über allen wehten Tchibo-Fahnen

und am Brandenburger Tor

sang der Engel Chor:

Dies ist das Ende der Welt, die wir kennen

das Ende der Welt, es heißt bye bye bye
In der zweiten Strophe, die in der Gegenwart von 1993 angesiedelt ist, wird die Ernüchterung dargestellt, die manche Menschen bis dahin erfahren hatten, außerdem wird ein kritischer Blick auf einen zu leichtfertigen und verharmlosenden Umgang mit der Stasi geworfen (Textbeispiel):
Heute wieder auf dem Boden

hier im Land des Luxus und der Moden

denn nichts bleibt so, wie es scheint

und wir weinen vereint
Das Lied endet mit dem Satz: „Dies ist das Ende der Welt.“
Im Booklet der CD ist für die erste Strophe ein anderer Text abgedruckt, als tatsächlich gesungen wird. Dort heißt es:
'89 im November

da begann die große Zeitenwende

es gab Löcher in der Mauer

die für die Ewigkeit schien